# Una vita violenta
Una vita violenta is een Italiaans-Franse film van Paolo Heusch en Brunello Rondi die werd uitgebracht in 1962.
Het scenario is gebaseerd op de gelijknamige roman (1959) van Pier Paolo Pasolini.

## Verhaal
Tommaso is een werkloze jongeman uit de Romeinse volksbuurt Pietralata die al zijn tijd doorbrengt met zijn vrienden. Dit beperkt zich niet alleen tot onschuldig tijdverdrijf zoals biljarten en dansen in het verenigingshuis van de Italiaanse Communistische Partij. 's Nachts houdt het groepje vrienden zich bezig met het lastigvallen van nietsvermoedende koppeltjes, het stelen van auto's of het plegen van een overval op een benzinestation waarbij de pompbediende ontvoerd en gemolesteerd wordt. 
Op een dag leert Tommaso de jonge Irene kennen en hij wordt verliefd op haar. Omdat hij op hun eerste afspraak in de bioscoop te voortvarend is laat Irene zich niet meer zien. Samen met zijn vrienden begeeft Tommaso zich naar haar woonwijk. Hij laat haar daar een serenade brengen door zijn vriend Carletto om indruk te maken op haar. Op een bepaald ogenblik ontstaat er geduw en getrek met de mannen van de buurt waar Irene woont. Er komt een gevecht van waarbij Tommaso een man neersteekt. Hij wordt aangehouden en gedurende een aantal maanden opgesloten.
Na zijn ontslag zoekt hij Irene weer op. Ze vertelt hem dat ze al die tijd op hem heeft gewacht. Hij krijgt echter tuberculose en moet algauw in een sanatorium worden opgenomen. Na achttien maanden voelt hij zich genezen en mag hij weer naar huis. Hij beslist dat het tijd is om zich te settelen en te trouwen met Irene. 
Na een tijdje wordt Tommaso meer en meer gekweld door twijfel en door jaloersheid. Hij wil per se weten of Irene andere mannen heeft gekend tijdens zijn opsluiting. Hij zegt Irene dat hij niet meer wil trouwen.
Op een dag worden de barakken van Pietralata overstroomd. Tommaso springt in het koude water van de Aniene om een vrouw te redden. Als gevolg daarvan duikt wat later de tuberculose weer op, wat hem uiteindelijk zijn leven zal kosten.

## Rolverdeling
| Acteur                     | Personage        |
| -------------------------- | ---------------- |
| Franco Citti               | Tommaso Puzzilli |
| Serena Vergano             | Irene            |
| Angelo Maria Santiamantini | Lello            |
| Piero Morgia               | Carletto         |
| Alfredo Leggi              | Cagone           |
| Enrico Maria Salerno       | Bernardini       |
| Benito Poliani             | Zucabbo          |